# Johann Christoph Lölhöffel von Löwensprung
Johann Christoph Lölhöffel von Löwensprung (* 28. Mai 1780 auf Gorlowken, Kr. Lyck; † 30. September 1836 in Weißenfels) war ein preußischer Generalmajor.

## Leben

### Herkunft
Seine Eltern waren der Herr von Gorlowken Bernhard Gottlieb Lölhöffel von Löwensprung und dessen Ehefrau Luise Friederike, geborene Hoffmann (* 1746).

### Militärkarriere
Lölhöffel war seit dem 16. Juni 1793 zunächst Kadett in Berlin, kam am 30. Mai 1796 dann als Eleve zur Ecole militaire und wurde 1798 Kondukteur im Ingenieurkorps der Preußischen Armee. Bereits am 10. August 1799 wurde er Sekondeleutnant im Ingenieurkorps in Magdeburg. Da er selbst kein Geld hatte, erhielt Lölhöffel am 2. September 1799 eine königliche Unterstützung von 100 Talern für seine Ausrüstung. Am 17. September 1801 wurde er als Mathematiklehrer in das Berliner Kadettenhaus versetzt.
Während des Vierten Koalitionskrieges war Lölhöffel an der Verteidigung der Festung Weichselmünde beteiligt, geriet dort in Gefangenschaft und wurde auf Ehrenwort nach Magdeburg entlassen. Am 19. Januar 1807 erhielt er die Mitteilung, dass er noch nicht ausgetauscht werden könne. Man gewährte Lölhöffel aber eine Unterstützung von 50 Talern. 1808 befand er sich wieder beim Ingenieurskorps. Vor dem Beginn der Befreiungskriege wurde er am 26. Februar 1812 in den Generalstab versetzt. Von dort kam er am 25. April 1812 als Premierleutnant in den Stab von General Yorck. Während der Kämpfe konnte Lölhöffel sich im gleichen Jahr in den Gefechten bei Ruhenthal und Mesothen auszeichnen.
Am 10. März 1813 wurde er in den Generalstab des Generals Yorck versetzt und wurde dort am 28. April 1813 Stabskapitän. Während der Befreiungskriege kämpfte Lölhöffel in den Schlachten bei Großgörschen, Bautzen, an der Katzbach, Leipzig und Paris. Für Leipzig erhielt er das Eiserne Kreuz II. Klasse, für Paris den Russischen Orden des Heiligen Wladimir IV. Klasse. Ferner kämpfte Lölhöffel in den Gefechten bei Königswartha, Goldberg, Löwenberg, Freiburg an der Unstrut, Chateau-Thierry, La Chaussee. Für den Übergang bei Wartenburg wurde er mit dem Russischen Orden der Heiligen Anna II. Klasse ausgezeichnet. Am 23. November 1813 wurde er Kapitän im Generalstab. Am 1. Januar 1815 erhielt er zudem das Eiserne Kreuz I. Klasse für La Chaussee und am 12. Februar 1815 die Beförderung zum Major. 
Nach dem Krieg wurde er am 15. Dezember 1815 in das Ingenieurkorps reaggregiert und am 11. Januar 1816 als Ingenieuroffizier vom Platz nach Thorn versetzt. Am 20. April 1816 wurde er in die 2. Ingenieur-Brigade aggregiert. Im Jahr 1818 kam er nach Torgau, im Juni 1820 nach Koblenz und im Dezember desselben Jahres nach Luxemburg versetzt. Am 10. Januar 1821 wurde er dann in die 3. Ingenieur-Inspektion versetzt. Am 28. Juni 1825 wurde er in die 2. Ingenieur-Brigade zurückversetzt und dazu erhielt er das Dienstkreuz. Lölhöffel wurde nun Inspekteur der schlesischen Festungen, wofür er nach Magdeburg umzog. Im Jahr darauf am 30. März 1826 wurde er zum Oberstleutnant und am 30. März 1830 zum Oberst befördert. Am 12. März 1836 wurde er mit der gesetzlichen Pension in den Ruhestand versetzt und erhielt fünf Tage später noch den Charakter als Generalmajor. Er starb kurz danach am 30. September 1836 in Weißenfels an der Saale bei seinem Bruder.

### Familie
Lölhöffel heiratete am 3. Dezember 1816 in Thorn Wilhelmine Henriette Heyder (1897–1875), Tochter des Thorner Kaufmanns Christian Heyder. Das Paar hatte folgende Kinder:
- Johanne Wilhelmine Adelheide (1818–1863), Hofdame der Prinzessin von Anhalt
- Emma Luise Karoline (1820–1903)
- Emilie Mathilde Albertine (1822–1884)
- Ida Laura Alfonsina (1824–1882)
- Friedrich Wilhelm (1828–1899), preußischer Major ⚭ 1866 Johanna Marie Leontine Tortilowicz von Batocki (1836–1896)